# Pogoniulus makawai
Pogoniulus makawai là một loài chim trong họ Lybiidae.